# La Roquille
La Roquille – miejscowość i gmina we Francji, w regionie Nowa Akwitania, w departamencie Żyronda.
Według danych na rok 1990 gminę zamieszkiwało 335 osób, a gęstość zaludnienia wynosiła 51 osób/km² (wśród 2290 gmin Akwitanii La Roquille plasuje się na 849. miejscu pod względem liczby ludności, natomiast pod względem powierzchni na miejscu 1314.).